# The Covered Wagon
The Covered Wagon is een Amerikaanse stomme western uit 1923 uitgebracht door Paramount Pictures. De film werd geregisseerd door James Cruze en is gebaseerd op een roman uit 1922 met dezelfde naam, geschreven door Emerson Hough. De film was de op een na meest succesvolle film van 1923. Dit was ook de favoriete film van president Warren G. Harding, aangezien hij deze tijdens een speciale vertoning in het Witte Huis in de zomer van 1923 liet zien. Een muzikale score werd opgenomen in het kortlevende DeForest Phonofilm-geluidsproces, maar bronnen verschillen over of deze geluidsopname de volledige muziekscore omvatte of slechts ongeveer twee filmrollen waard. De Phonofilm-versie van de film werd alleen op deze manier getoond tijdens de première in het Rivoli Theater in New York.

## Plot
Twee wagenkaravanen komen samen op wat nu Kansas City is en bundelen hun krachten voor de tocht naar het westen richting Oregon. Op hun queeste zullen de pelgrims te maken krijgen met woestijnhitte, bergsneeuw, honger en Indianenaanvallen. Om de zaken nog gecompliceerder te maken, ontstaat er een liefdesdriehoek, waarbij de mooie Molly moet kiezen tussen Sam, een bruut, en Will, de knappe kapitein van de andere karavaan. 